# Cazo cafetero

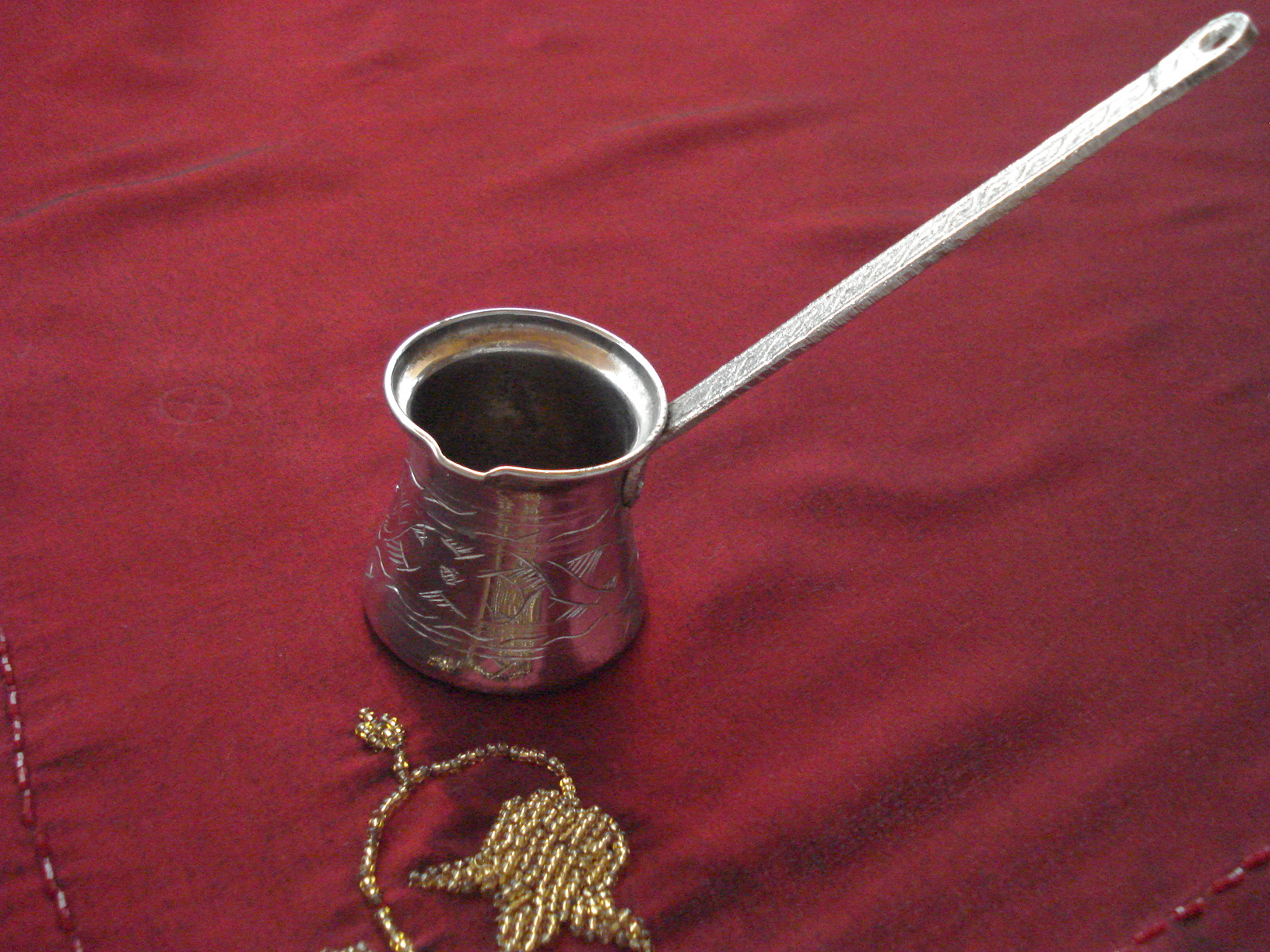
Un cezve

El briki (en griego, μπρίκι), llamado cezve (en turco), rakwa (en árabe levantino, ركوة), zezwa (en árabe tunecino), kanaka (árabe egipcio), dzhezva, turka (en ucraniano y ruso, джезва, турка) o džezva (en serbocroata), entre otros nombres, traducido en español como cazo cafetero, es un recipiente pequeño, más alto que ancho, hecho de latón o cobre y con un mango largo, que se usa para elaborar el café turco y el café árabe. Existen cazos de cerámica. Su asa larga es útil para evitar quemarse las manos, y el borde tiene un decantador por donde se sirve el café.

## Etimología
El término cezve es de origen árabe, pero su forma procede del turco otomano جذوه, del árabe جذوة, ‘tronco ardiendo’ o ‘carbón’ (presumiblemente porque se calentaba sobre ellos).
En Bosnia y Herzegovina, Croacia y Serbia, es una cafetera de cuello largo llamada .
- En Grecia el objeto se llama briki (μπρίκι). En algunos países anglosajones, como Estados Unidos, este término es frecuente debido a los inmigrantes griegos. El mismo uso es común también en Rumania.
- Raqwa (rakwa), un término árabe usado en Siria para una pequeña cafetera de cobre con un asa larga (originalmente una bolsa de cuero para agua, y luego una cafetera).
- Zezwa, el término tunecino procedente de cezve.
- Kanaka, el término egipcio.

## Desarrollo
En los tiempos modernos, tanto una cafetera (cezve) eléctrica como también máquinas de café que hacen café turco se ha desarrollado en Turqúia. Estos aparatos se utilizan comúnmente en quioscos y restaurantes pero no mucho en casas ni, por supuesto, en los puestos y cafeterías (kahvehane en turco) especializados en café turco.